# Burkartia
Burkartia  es un género  de plantas con flores en la familia Asteraceae. Su única especie, Burkartia lanigera, es originaria de Argentina donde es endémica de la estepa patagónica, al sur de Chubut y norte y centro de Santa Cruz.

## Taxonomía
Burkartia lanigera fue descrita por Hook. & Arn.) Crisci y publicado en Boletín de la Sociedad Argentina de Botánica 17(3–4): 243. 1976.
Etimología
Burkartia: nombre genérico otorgado en honor del botánico argentino Arturo Eduardo Burkart.
lanigera: epíteto latino que significa "lanoso".
Sinonimia
- Perezia lanigera Hook. & Arn.	basónimo
- Perezia sessiliflora Speg.[4]